# Rāpaki
Rapaki est un petit village situé à l’intérieur de Whakaraupo, le bassin de mouillage de Lyttelton Harbour dans l’Île du Sud de la Nouvelle-Zélande.

## Situation
Rapaki est un des quatre rūnanga ou communautés de la Péninsule de Banks, basées autour d’un marae (terrain de rencontre tribal) .
Le Marae de Rapaki, aussi connu sous le nom de ‘Te Wheke Marae’, qui est le terrain de rassemblement de l’iwi des Ngāi Tahu et plus particulièrement de sa branche Te Hapū o Ngāti Wheke.
Il comprend les Wheke wharenui (en) (terrain de réunion) .
Le village de Rapaki est dominé par le pic nomméː‘Te Poho o Tamatea’.

## Toponymie
Selon une légende, le chef des Ngāi Tahu, nommé Te Rakiwhakaputa, désigna le lieu en y plantant son 'mat de ceinture' (Rapaki) pour se l’approprier.
Le nom complet de Rapaki est ‘Te Rapaki o Te Rakiwhakaputa’, signifiant la ceinture du mat de Te Rakiwhakaputa .